# Multiplexelés
Multiplexelés alatt a telekommunikációban azt az eljárást értik, amikor két vagy több csatornát összefognak egy csatornába úgy, hogy az inverz multiplexelés művelettel, vagy demultiplexeléssel, vagy demuxálással elő tudják állítani az eredeti csatornákat. Az eredeti csatornák egy úgynevezett kódolási sémával azonosíthatóak. A multiplexelés kifejezésnek általában a magyar keverés kifejezést feleltethetjük meg.
Az elektronikus kommunikációban, két alap multiplexelés használatos: az időosztásos multiplexelés (Time-Division Multiplexing – TDM) és a frekvenciaosztásos multiplexelés (Frequency-Division Multiplexing – FDM). Az optikai közeget használó kommunikációban az FDM a hullámhossz-osztásos multiplexelést (Wavelength-Division Multiplexing – WDM) jelenti. Az időosztásos multiplexelést szinkron vagy aszinkron módon lehet végrehajtani.
A videó kódolásnál a multiplexelés gyakran a videó- és audió adatfolyam egységes formára alakítását jelenti. Az eljárást az interleaving-nek is nevezik. A digitális televíziózásnál, a DVB, az ATSC és az ISDB mind-mind több csatornát multiplexel. A digitális rádió, a EUREKA 147 és a HD digitális hang műsorszóró (Digital Audio Broadcasting – DAB) rendszerek, valamint az IBOC Digital Radio Mondiale rendszere multiplexel csatornákat. A több csatorna multiplexelése a DAB rendszerek esetében egy alapvető követelmény, az IBOC rendszerek esetében ez csak opció.
A spektroszkópiában a kifejezést egy egyszer már elvégzett vizsgálatra használják, amelyben az eredményt a frekvenciák egy keverékének használatával sikerült elérni, a Fourier-transzformáció alkalmazásával.
A FM műsorszórás vagy vele analóg rádió média esetén a multiplexelés kifejezés azt az eljárást jelenti, amelyben a hangfrekvenciás jelhez hozzáadnak (kevernek) egy vivőjelet. A eljárást technikailag egy multiplexer egység végzi. A multiplexelést ebben az értelemben gyakran rövidítik MPX-el.